# ووینیچه
ووینیچه (به صربی: Vojniće) یک منطقهٔ مسکونی در صربستان است که در نووی پازار واقع شده‌است.